# Avitaillement
L'avitaillement est la procédure consistant à préparer et fournir des vivres, eau, glace, carburant, comburant ou matériel divers (armes ou munitions dans certains contextes) à ;
- un tiers qui peut être une personne ou un groupe de personnes ;
- un lieu de vie et de travail isolé (phare, fort militaire) ;
- aux responsables ou techniciens chargés du fonctionnement d'un moyen de transport (dans ce cas l'avitaillement inclut la préparation – plats préparés, vaisselle, boissons… –, le transport et chargement vers le service chargé de la restauration à bord). Il est destiné à l'équipage, aux passagers ou au service de bord.

Ce mot a un sens qui peut varier selon les domaines où il est utilisé. Ce sens est plus large que le seul ravitaillement.
Le prestataire de ce service est dit « avitailleur ».

## Types d'avitaillements

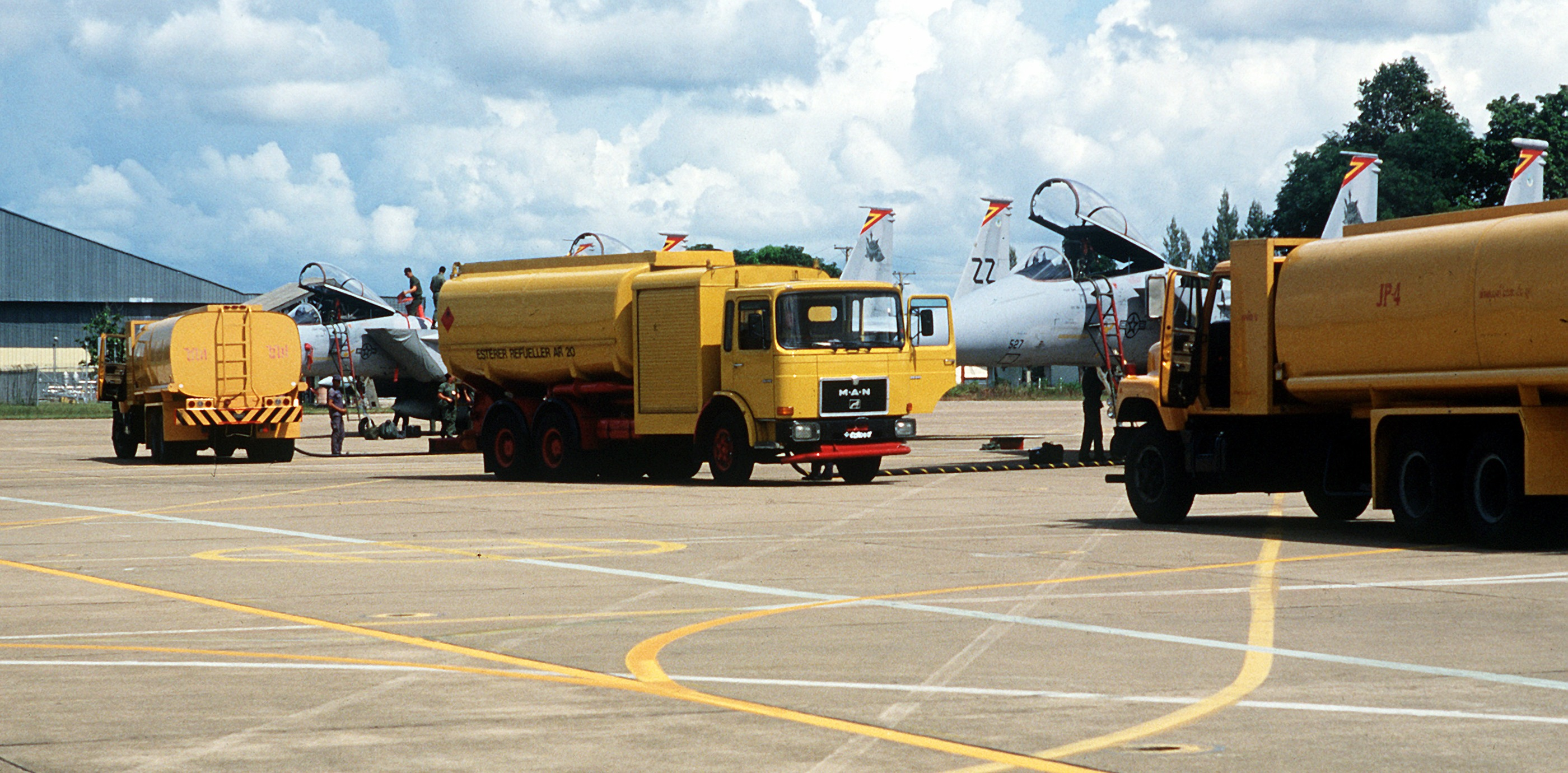
Camions avitailleurs en carburant et lubrifiant pour avion de la Force aérienne royale thaïlandaise

- Dans le domaine terrestre, militaire ou civil, il peut aussi s'agir de bases militaires ou civiles isolées. Il peut aussi s'agir de trains (ex. : avitaillement des rames TGV dans des gares spéciales), bus touristiques, convois routiers en déplacement, etc. Ce terme est également utilisé pour désigner l'alimentation en hydrogène des bus, camions et voitures à hydrogène[1],[2].
- Dans le domaine maritime, il s'agissait autrefois de navires de pêche en mer dont les morutiers autrefois[3] et certains navires de pêche industrielle aujourd'hui, navire en mission d'exploration scientifique, de surveillance, de sécurité (bateau-phare) ou de guerre (éventuellement sous-marin). S'y ajoutent depuis quelques décennies les bateaux de plaisance et de croisière. L'avitaillement peut être un des services d'escale offerts par un port ou un prestataire de service.
- Dans le domaine des transports aériens, l'avitaillement consiste à faire le plein (ou complément de plein) d'un aéronef (avion, aérostat, dirigeable…) notamment, pour les avions militaires, grâce au ravitaillement en vol.
- Dans le domaine spatial, il s'agira d'une station spatiale orbitale.

## Fiscalité
En France, l'avitaillement en mer et des avions est, dans certains cas, exonéré de la taxe sur la valeur ajoutée (TVA) ou bénéficie de certains avantages.